# Басараб Михайло
Михайло Басараб (псевдо: «Барабаш»; с. Дубаневичі, тепер Городоцька міська громада, Львівська область  — 1949, с. Хишевичі, тепер Великолюбінська селищна громада, Львівська область) — вістун УПА, лицар Срібного хреста бойової заслуги УПА 2 класу.

## Життєпис
Народився в селі Дубаневичі, яке тепер у складі Городоцької міської громади Львівської області.
В УПА мав звання вістуна. Згодом був стрільцем боївки ОУН Щирецького надрайону Городоцької округи. Відзначився ліквідацією старшого лейтенанта МГБ Василя Тамбовцева, який боровся з українським підпіллям. Крім нього, знищив також кількох інших емгебистів та місцевих колаборантів. 
Загинув у 1949 році на околиці села Хишевичі у бою з розвідувально-пошуковою групою районного відділу МГБ. 

## Нагороди
- 15.10.1949 наказом ГВШ УПА нагороджений Срібним хрестом бойової заслуги УПА 2 класу.[1] Нагороду 13 січня 2024 року  голова Львівської ОВА Максим Козицький вручив його племіннику — також Михайлові Басарабу.[2]